# Axel Ngando
Axel Thomas Ngando Elessa (Asnières-sur-Seine, 1º gennaio 1993) è un calciatore francese, centrocampista svincolato.

## Carriera

### Club

#### Inizi
Inizia a giocare a calcio all'età di sei anni nell'AS Courdimanche. È figlio d'arte, poiché suo padre giocava a calcio nella Division d'Honneur; inoltre suo zio è l'ex calciatore camerunese Patrick Mboma. I suoi genitori si trasferirono a Parigi e poi si sposta negli Stati Uniti due anni al Méry-sur-Oise e per una stagione all'AS Saint-Ouen-Aumône.

#### Paris Saint-Germain e Stade Rennais
Osservato sin da bambino dal Paris Saint-Germain e dal Rennes, entra a far parte nella squadra giovanile del PSG, dove ha giocato per due anni, per poi trasferirsi nella squadra giovanile dello Stade Rennes. Ha firmato il suo primo contratto da professionista nel mese di aprile del 2012 col Rennes.
Durante la stagione 2012-2013, l'allenatore Frédéric Antonetti lo ha fatto giocare per la prima volta in Ligue 1 e tra i professionisti, il 2 febbraio, nel corso di una partita contro il Lorient: entra in campo al 90' sostituendo Romain Alessandrini, segnando un gol. Ha giocato un totale di quattro partite in campionato in questa stagione.

#### Auxerre
Nel 2013 si trasferisce in prestito all'Auxerre, squadra militante in Ligue 2.
L'esordio stagionale avviene il 16 settembre 2013, nella partita finita 0-0 contro il Brest, subentrando a Sammaritano al 70'. L'esordio da titolare avviene il 4 ottobre 2013 contro lo Stade Lavallois (vittoria per 2-0). Quest'anno fa la sua prima doppietta tra i professionisti, nella partita vinta per 4-0 il 1º novembre 2013 contro il Tours.
Nella Coupe de France arriva fino agli ottavi persi per 1-0 contro Rennes, la squadra titolare del suo cartellino. Nella Coupe de la Ligue la squadra viene eliminata sempre agli ottavi dal Nantes (0-1).

### Nazionale
Nel corso degli anni ha giocato diverse partite amichevoli con l'Under-18 e l'Under-19. Partecipa ai Mondiali Under-20 del 2013, giocando tutte e tre le gare della fase a gironi, la partita vinta per 4-0 contro l'Uzbekistan nei quarti di finale e la finale vinta 4-1 contro l'Uruguay, seppure, quasi sempre, da subentrante.

## Statistiche

### Presenze e reti nei club
Statistiche aggiornate al 26 ottobre 2023.
| Stagione        | Squadra         | Campionato      | Campionato | Campionato | Coppe nazionali | Coppe nazionali | Coppe nazionali | Coppe continentali | Coppe continentali | Coppe continentali | Altre coppe | Altre coppe | Altre coppe | Totale | Totale |
| Stagione        | Squadra         | Comp            | Pres       | Reti       | Comp            | Pres            | Reti            | Comp               | Pres               | Reti               | Comp        | Pres        | Reti        | Pres   | Reti   |
| --------------- | --------------- | --------------- | ---------- | ---------- | --------------- | --------------- | --------------- | ------------------ | ------------------ | ------------------ | ----------- | ----------- | ----------- | ------ | ------ |
| 2010-2011       | Rennes 2        | CFA             | 6          | 1          | -               | -               | -               | -                  | -                  | -                  | -           | -           | -           | 6      | 1      |
| 2011-2012       | Rennes 2        | CFA             | 16         | 2          | -               | -               | -               | -                  | -                  | -                  | -           | -           | -           | 16     | 2      |
| 2012-2013       | Rennes 2        | CFA             | 17         | 2          | -               | -               | -               | -                  | -                  | -                  | -           | -           | -           | 17     | 2      |
| 2012-2013       | Rennes          | L1              | 4          | 1          | CF+CdL          | 0               | 0               | -                  | -                  | -                  | -           | -           | -           | 4      | 1      |
| 2013-2014       | Auxerre         | L2              | 25         | 3          | CF+CdL          | 3+2             | 1+0             | -                  | -                  | -                  | -           | -           | -           | 30     | 4      |
| 2013-2014       | Auxerre 2       | CFA2            | 1          | 1          | -               | -               | -               | -                  | -                  | -                  | -           | -           | -           | 1      | 1      |
| 2014-gen. 2015  | Rennes 2        | CFA2            | 7          | 4          | -               | -               | -               | -                  | -                  | -                  | -           | -           | -           | 7      | 4      |
| Totale Rennes 2 | Totale Rennes 2 | Totale Rennes 2 | 46         | 9          |                 | -               | -               |                    | -                  | -                  |             | -           | -           | 45     | 9      |
| gen.-giu. 2015  | Angers          | L2              | 19         | 1          | CF+CdL          | -               | -               | -                  | -                  | -                  | -           | -           | -           | 19     | 1      |
| 2015-2016       | Bastia          | L1              | 22         | 2          | CF+CdL          | 2+1             | 0               | -                  | -                  | -                  | -           | -           | -           | 25     | 2      |
| 2016-2017       | Bastia          | L1              | 20         | 0          | CF+CdL          | 1+0             | 0               | -                  | -                  | -                  | -           | -           | -           | 21     | 0      |
| Totale Bastia   | Totale Bastia   | Totale Bastia   | 42         | 2          |                 | 4               | 0               |                    | -                  | -                  |             | -           | -           | 46     | 2      |
| 2015-2016       | Bastia 2        | CFA2            | 1          | 1          | -               | -               | -               | -                  | -                  | -                  | -           | -           | -           | 1      | 1      |
| 2016-2017       | Bastia 2        | CFA2            | 2          | 0          | -               | -               | -               | -                  | -                  | -                  | -           | -           | -           | 2      | 0      |
| Totale Bastia 2 | Totale Bastia 2 | Totale Bastia 2 | 3          | 1          |                 | -               | -               |                    | -                  | -                  |             | -           | -           | 3      | 1      |
| 2017-2018       | Göztepe         | SL              | 16         | 2          | CT              | 1               | 1               | -                  | -                  | -                  | -           | -           | -           | 17     | 3      |
| 2018-2019       | Göztepe         | SL              | 14         | 1          | CT              | 4               | 3               | -                  | -                  | -                  | -           | -           | -           | 18     | 4      |
| Totale Göztepe  | Totale Göztepe  | Totale Göztepe  | 30         | 3          |                 | 5               | 4               |                    | -                  | -                  |             | -           | -           | 35     | 7      |
| 2019-2020       | Auxerre         | L2              | 16         | 5          | CF+CdL          | 2+1             | 1+0             | -                  | -                  | -                  | -           | -           | -           | 19     | 6      |
| 2020-2021       | Auxerre         | L2              | 29         | 2          | CF              | 2               | 0               | -                  | -                  | -                  | -           | -           | -           | 31     | 2      |
| Totale Auxerre  | Totale Auxerre  | Totale Auxerre  | 70         | 10         |                 | 10              | 2               |                    | -                  | -                  |             | -           | -           | 80     | 12     |
| gen.-giu. 2022  | Grenoble        | L2              | 4          | 0          | CF              | -               | -               | -                  | -                  | -                  | -           | -           | -           | 4      | 0      |
| 2022-2023       | Grenoble        | L2              | 19         | 0          | CF              | -               | -               | -                  | -                  | -                  | -           | -           | -           | 19     | 0      |
| Totale Grenoble | Totale Grenoble | Totale Grenoble | 23         | 0          |                 | -               | -               |                    | -                  | -                  |             | -           | -           | 23     | 0      |
| 2023-2024       | Araz            | PL              | 4          | 0          |                 | -               | -               | -                  | -                  | -                  | -           | -           | -           | 4      | 0      |
| Totale carriera | Totale carriera | Totale carriera | 242        | 28         |                 | 19              | 6               |                    | -                  | -                  |             | -           | -           | 261    | 34     |

### Cronologia delle presenze e reti in Nazionale
| Cronologia completa delle presenze e delle reti in nazionale ― Francia under 21 | Cronologia completa delle presenze e delle reti in nazionale ― Francia under 21 | Cronologia completa delle presenze e delle reti in nazionale ― Francia under 21 | Cronologia completa delle presenze e delle reti in nazionale ― Francia under 21 | Cronologia completa delle presenze e delle reti in nazionale ― Francia under 21 | Cronologia completa delle presenze e delle reti in nazionale ― Francia under 21 | Cronologia completa delle presenze e delle reti in nazionale ― Francia under 21 | Cronologia completa delle presenze e delle reti in nazionale ― Francia under 21 |
| Data                                                                            | Città                                                                           | In casa                                                                         | Risultato                                                                       | Ospiti                                                                          | Competizione                                                                    | Reti                                                                            | Note                                                                            |
| ------------------------------------------------------------------------------- | ------------------------------------------------------------------------------- | ------------------------------------------------------------------------------- | ------------------------------------------------------------------------------- | ------------------------------------------------------------------------------- | ------------------------------------------------------------------------------- | ------------------------------------------------------------------------------- | ------------------------------------------------------------------------------- |
| 14-11-2013                                                                      | Saint-Denis                                                                     | Francia under 21                                                                | 6 – 0                                                                           | Armenia under 21                                                                | Qual. Europeo Under-21 2015                                                     | -                                                                               |                                                                                 |
| 18-11-2013                                                                      | Saint-Denis                                                                     | Francia under 21                                                                | 1 – 1                                                                           | Paesi Bassi under 21                                                            | Amichevole                                                                      | -                                                                               | 58’                                                                             |
| 4-3-2014                                                                        | Le Mans                                                                         | Francia under 21                                                                | 1 – 0                                                                           | Bielorussia under 21                                                            | Qual. Europeo Under-21 2015                                                     | -                                                                               | 75’                                                                             |
| Totale                                                                          |                                                                                 | Presenze                                                                        | 3                                                                               |                                                                                 | Reti                                                                            | 0                                                                               |                                                                                 |

| Cronologia completa delle presenze e delle reti in nazionale ― Francia under 20 | Cronologia completa delle presenze e delle reti in nazionale ― Francia under 20 | Cronologia completa delle presenze e delle reti in nazionale ― Francia under 20 | Cronologia completa delle presenze e delle reti in nazionale ― Francia under 20 | Cronologia completa delle presenze e delle reti in nazionale ― Francia under 20 | Cronologia completa delle presenze e delle reti in nazionale ― Francia under 20 | Cronologia completa delle presenze e delle reti in nazionale ― Francia under 20 | Cronologia completa delle presenze e delle reti in nazionale ― Francia under 20 |
| Data                                                                            | Città                                                                           | In casa                                                                         | Risultato                                                                       | Ospiti                                                                          | Competizione                                                                    | Reti                                                                            | Note                                                                            |
| ------------------------------------------------------------------------------- | ------------------------------------------------------------------------------- | ------------------------------------------------------------------------------- | ------------------------------------------------------------------------------- | ------------------------------------------------------------------------------- | ------------------------------------------------------------------------------- | ------------------------------------------------------------------------------- | ------------------------------------------------------------------------------- |
| 7-9-2012                                                                        | Qinhuangdao                                                                     | Francia under 20                                                                | 0 – 0                                                                           | Cina under 20                                                                   | Amichevole                                                                      | -                                                                               |                                                                                 |
| 9-9-2012                                                                        | Qinhuangdao                                                                     | Francia under 20                                                                | 3 – 1                                                                           | Corea del Nord under 20                                                         | Amichevole                                                                      | -                                                                               | 68’                                                                             |
| 11-9-2012                                                                       | Qinhuangdao                                                                     | Messico under 20                                                                | 1 – 3                                                                           | Francia under 20                                                                | Amichevole                                                                      | 1                                                                               | 79’                                                                             |
| 5-3-2013                                                                        | Créteil                                                                         | Francia under 20                                                                | 2 – 0                                                                           | Portogallo under 20                                                             | Amichevole                                                                      | -                                                                               | 73’                                                                             |
| 21-3-2013                                                                       | Tours                                                                           | Francia under 20                                                                | 3 – 1                                                                           | Danimarca under 20                                                              | Amichevole                                                                      | -                                                                               |                                                                                 |
| 25-3-2013                                                                       | Saint-Denis                                                                     | Francia under 20                                                                | 3 – 0                                                                           | Romania under 20                                                                | Amichevole                                                                      | -                                                                               |                                                                                 |
| 11-6-2013                                                                       | Romorantin-Lanthenay                                                            | Francia under 20                                                                | 3 – 1                                                                           | Grecia under 20                                                                 | Amichevole                                                                      | 1                                                                               | 46’                                                                             |
| 14-6-2013                                                                       | Amiens                                                                          | Francia under 20                                                                | 2 – 2                                                                           | Colombia under 20                                                               | Amichevole                                                                      | -                                                                               | 88’                                                                             |
| 21-6-2013                                                                       | Istanbul                                                                        | Francia under 20                                                                | 3 – 1                                                                           | Ghana under 20                                                                  | Mondiali Under-20 2013 - 1º turno                                               | -                                                                               | 66’                                                                             |
| 24-6-2013                                                                       | Istanbul                                                                        | Francia under 20                                                                | 1 – 1                                                                           | Stati Uniti under 20                                                            | Mondiali Under-20 2013 - 1º turno                                               | -                                                                               | 46’                                                                             |
| 27-6-2013                                                                       | Istanbul                                                                        | Spagna under 20                                                                 | 2 – 1                                                                           | Francia under 20                                                                | Mondiali Under-20 2013 - 1º turno                                               | -                                                                               | 60’                                                                             |
| 6-7-2013                                                                        | Rize                                                                            | Francia under 20                                                                | 4 – 0                                                                           | Uzbekistan under 20                                                             | Mondiali Under-20 2013 - Quarti di finale                                       | -                                                                               | 62’                                                                             |
| 13-7-2013                                                                       | Istanbul                                                                        | Francia under 20                                                                | 4 – 1                                                                           | Uruguay under 20                                                                | Mondiali Under-20 2013 - Finale                                                 | -                                                                               | 112’                                                                            |
| Totale                                                                          |                                                                                 | Presenze                                                                        | 13                                                                              |                                                                                 | Reti                                                                            | 2                                                                               |                                                                                 |

| Cronologia completa delle presenze e delle reti in nazionale ― Francia under 19 | Cronologia completa delle presenze e delle reti in nazionale ― Francia under 19 | Cronologia completa delle presenze e delle reti in nazionale ― Francia under 19 | Cronologia completa delle presenze e delle reti in nazionale ― Francia under 19 | Cronologia completa delle presenze e delle reti in nazionale ― Francia under 19 | Cronologia completa delle presenze e delle reti in nazionale ― Francia under 19 | Cronologia completa delle presenze e delle reti in nazionale ― Francia under 19 | Cronologia completa delle presenze e delle reti in nazionale ― Francia under 19 |
| Data                                                                            | Città                                                                           | In casa                                                                         | Risultato                                                                       | Ospiti                                                                          | Competizione                                                                    | Reti                                                                            | Note                                                                            |
| ------------------------------------------------------------------------------- | ------------------------------------------------------------------------------- | ------------------------------------------------------------------------------- | ------------------------------------------------------------------------------- | ------------------------------------------------------------------------------- | ------------------------------------------------------------------------------- | ------------------------------------------------------------------------------- | ------------------------------------------------------------------------------- |
| 6-9-2011                                                                        | Roma                                                                            | Italia under 19                                                                 | 1 – 3                                                                           | Francia under 19                                                                | Amichevole                                                                      | -                                                                               | 66’                                                                             |
| 8-9-2011                                                                        | Roma                                                                            | Italia under 19                                                                 | 0 – 1                                                                           | Francia under 19                                                                | Amichevole                                                                      | -                                                                               |                                                                                 |
| 5-10-2011                                                                       | Saint-Denis                                                                     | Francia under 19                                                                | 2 – 2                                                                           | Inghilterra under 19                                                            | Amichevole                                                                      | -                                                                               | 59’                                                                             |
| 7-10-2011                                                                       | Saint-Denis                                                                     | Francia under 19                                                                | 2 – 1                                                                           | Ucraina under 19                                                                | Amichevole                                                                      | -                                                                               | 83’                                                                             |
| 9-10-2011                                                                       | Saint-Denis                                                                     | Francia under 19                                                                | 1 – 2                                                                           | Portogallo under 19                                                             | Amichevole                                                                      | -                                                                               | 85’                                                                             |
| 29-2-2012                                                                       | Meaux                                                                           | Francia under 19                                                                | 1 – 2                                                                           | Spagna under 19                                                                 | Amichevole                                                                      | -                                                                               |                                                                                 |
| 11-4-2012                                                                       | Rebordosa                                                                       | Serbia under 19                                                                 | 0 – 2                                                                           | Francia under 19                                                                | Amichevole                                                                      | -                                                                               |                                                                                 |
| 12-4-2012                                                                       | Padrão da Légua                                                                 | Georgia under 19                                                                | 3 – 0                                                                           | Francia under 19                                                                | Amichevole                                                                      | -                                                                               | 46’                                                                             |
| 14-4-2012                                                                       | Rebordosa                                                                       | Portogallo under 19                                                             | 0 – 0                                                                           | Francia under 19                                                                | Amichevole                                                                      | -                                                                               | 80’                                                                             |
| 27-5-2012                                                                       | Saint-Denis                                                                     | Francia under 19                                                                | 3 – 1                                                                           | Norvegia under 19                                                               | Amichevole                                                                      | -                                                                               | 59’                                                                             |
| 30-5-2012                                                                       | Praga                                                                           | Paesi Bassi under 19                                                            | 0 – 6                                                                           | Francia under 19                                                                | Amichevole                                                                      | 1                                                                               | 51’ 81’                                                                         |
| 3-7-2012                                                                        | Rakvere                                                                         | Serbia under 19                                                                 | 0 – 3                                                                           | Francia under 19                                                                | Europeo Under-19 2012 - 1º turno                                                | -                                                                               |                                                                                 |
| 6-7-2012                                                                        | Haapsalu                                                                        | Francia under 19                                                                | 1 – 0                                                                           | Croazia under 19                                                                | Europeo Under-19 2012 - 1º turno                                                | -                                                                               |                                                                                 |
| 9-7-2012                                                                        | Tallinn                                                                         | Francia under 19                                                                | 1 – 2                                                                           | Inghilterra under 19                                                            | Europeo Under-19 2012 - 1º turno                                                | -                                                                               |                                                                                 |
| 12-7-2012                                                                       | Tallinn                                                                         | Spagna under 19                                                                 | 3 – 3 dts (4 – 2 dtr)                                                           | Francia under 19                                                                | Europeo Under-19 2012 - Semifinale                                              | -                                                                               |                                                                                 |
| Totale                                                                          |                                                                                 | Presenze                                                                        | 15                                                                              |                                                                                 | Reti                                                                            | 1                                                                               |                                                                                 |

| Cronologia completa delle presenze e delle reti in nazionale ― Francia under 18 | Cronologia completa delle presenze e delle reti in nazionale ― Francia under 18 | Cronologia completa delle presenze e delle reti in nazionale ― Francia under 18 | Cronologia completa delle presenze e delle reti in nazionale ― Francia under 18 | Cronologia completa delle presenze e delle reti in nazionale ― Francia under 18 | Cronologia completa delle presenze e delle reti in nazionale ― Francia under 18 | Cronologia completa delle presenze e delle reti in nazionale ― Francia under 18 | Cronologia completa delle presenze e delle reti in nazionale ― Francia under 18 |
| Data                                                                            | Città                                                                           | In casa                                                                         | Risultato                                                                       | Ospiti                                                                          | Competizione                                                                    | Reti                                                                            | Note                                                                            |
| ------------------------------------------------------------------------------- | ------------------------------------------------------------------------------- | ------------------------------------------------------------------------------- | ------------------------------------------------------------------------------- | ------------------------------------------------------------------------------- | ------------------------------------------------------------------------------- | ------------------------------------------------------------------------------- | ------------------------------------------------------------------------------- |
| 10-5-2011                                                                       | Brühl                                                                           | Svizzera under 18                                                               | 2 – 1                                                                           | Francia under 18                                                                | Amichevole                                                                      | -                                                                               |                                                                                 |
| 12-5-2012                                                                       | Friburgo                                                                        | Svizzera under 18                                                               | 0 – 0                                                                           | Francia under 18                                                                | Amichevole                                                                      | -                                                                               |                                                                                 |
| 22-3-2011                                                                       | Berlino                                                                         | Germania under 18                                                               | 3 – 2                                                                           | Francia under 18                                                                | Amichevole                                                                      | -                                                                               | 86’                                                                             |
| 24-3-2011                                                                       | Berlino                                                                         | Germania under 18                                                               | 1 – 2                                                                           | Francia under 18                                                                | Amichevole                                                                      | -                                                                               | 45’                                                                             |
| Totale                                                                          |                                                                                 | Presenze                                                                        | 4                                                                               |                                                                                 | Reti                                                                            | 0                                                                               |                                                                                 |

## Palmarès

### Nazionale
- Campionato mondiale Under-20: 1

Turchia 2013